# Agriades
Agriades és un gènere de lepidòpters papilionoïdeus de la família dels licènids (Lycaenidae), subfamília Polyommatinae. Es troben a Amèrica del Nord, Europa i Àsia.

## Taxonomia
Espècies llistades alfabèticament dins de cada grupː
Espècies del grup aquilo:
- Agriades cassiope Emmel & Emmel, 1998
- Agriades diodorus (Bremer, 1861)
- Agriades franklinii (Curtis, 1835)
- Agriades glandon (Prunner, 1798)
- Agriades podarce (C. & R. Felder, [1865])

Espècies del grup ellisi:
- Agriades ellisi (Marshall, 1882)
- Agriades errans (Riley, 1927)
- Agriades janigena (Riley, 1923)
- Agriades jaloka (Moore, [1875])
- Agriades kurtjohnsoni Bálint, 1997
- Agriades morsheadi (Evans, 1923)

Espècies del grup pyrenaicus:
- Agriades aegargus (Christoph, 1873)
- Agriades forsteri Sakai, 1978
- Agriades pheretiades (Eversmann, 1843)
- Agriades pyrenaica (Boisduval, 1840) (inclou Agriades dardanus)
- Agriades zullichi Hemming, 1933

Espècies del grup sikkima:
- Agriades dis (Grum-Grshimailo, 1891)
- Agriades sikkima (Bath, 1900)

Sense grupː
- Agriades walterfoster (Koçak, 1996)

## Galeria

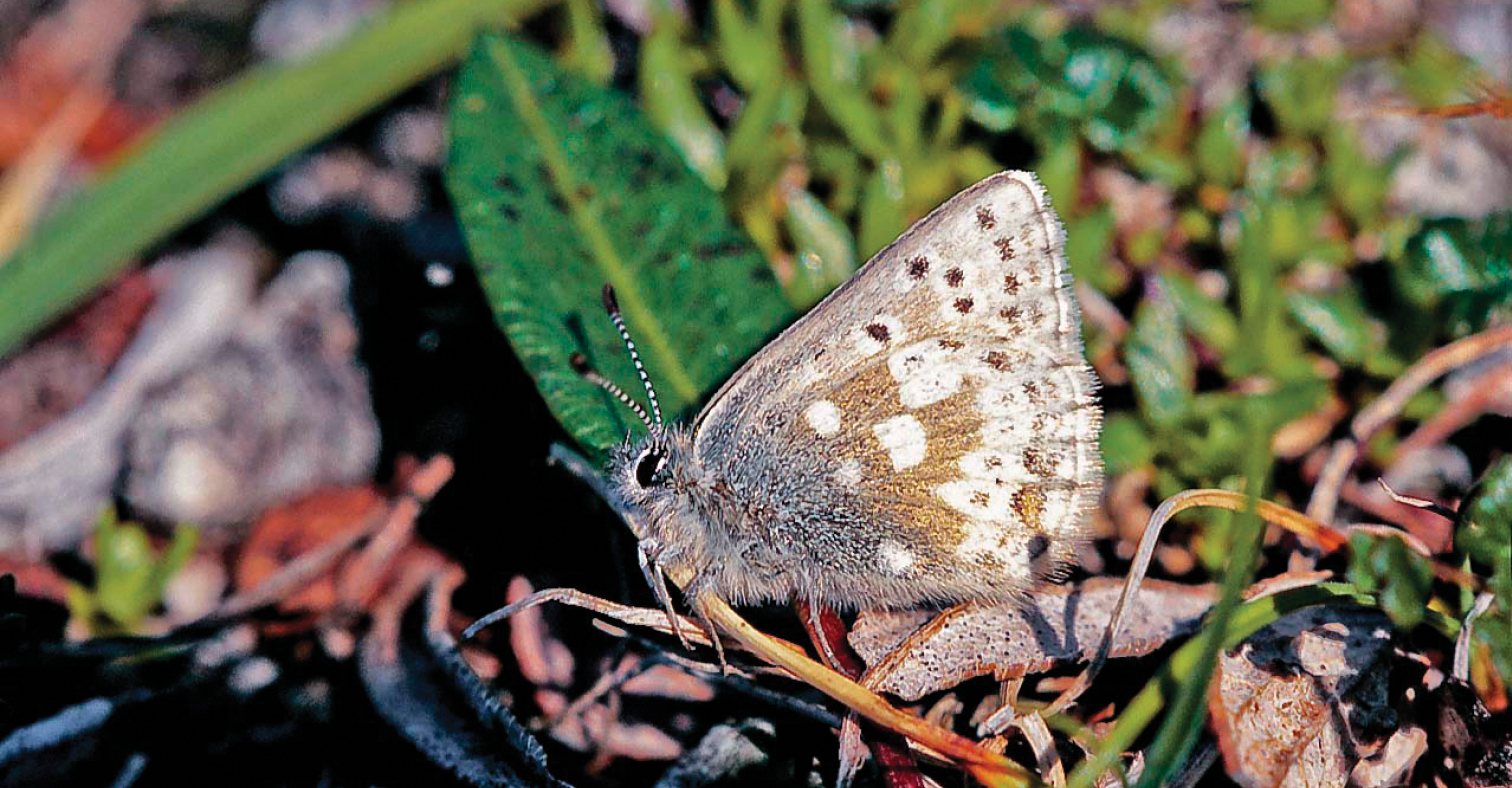
Agriades glandon aquilo
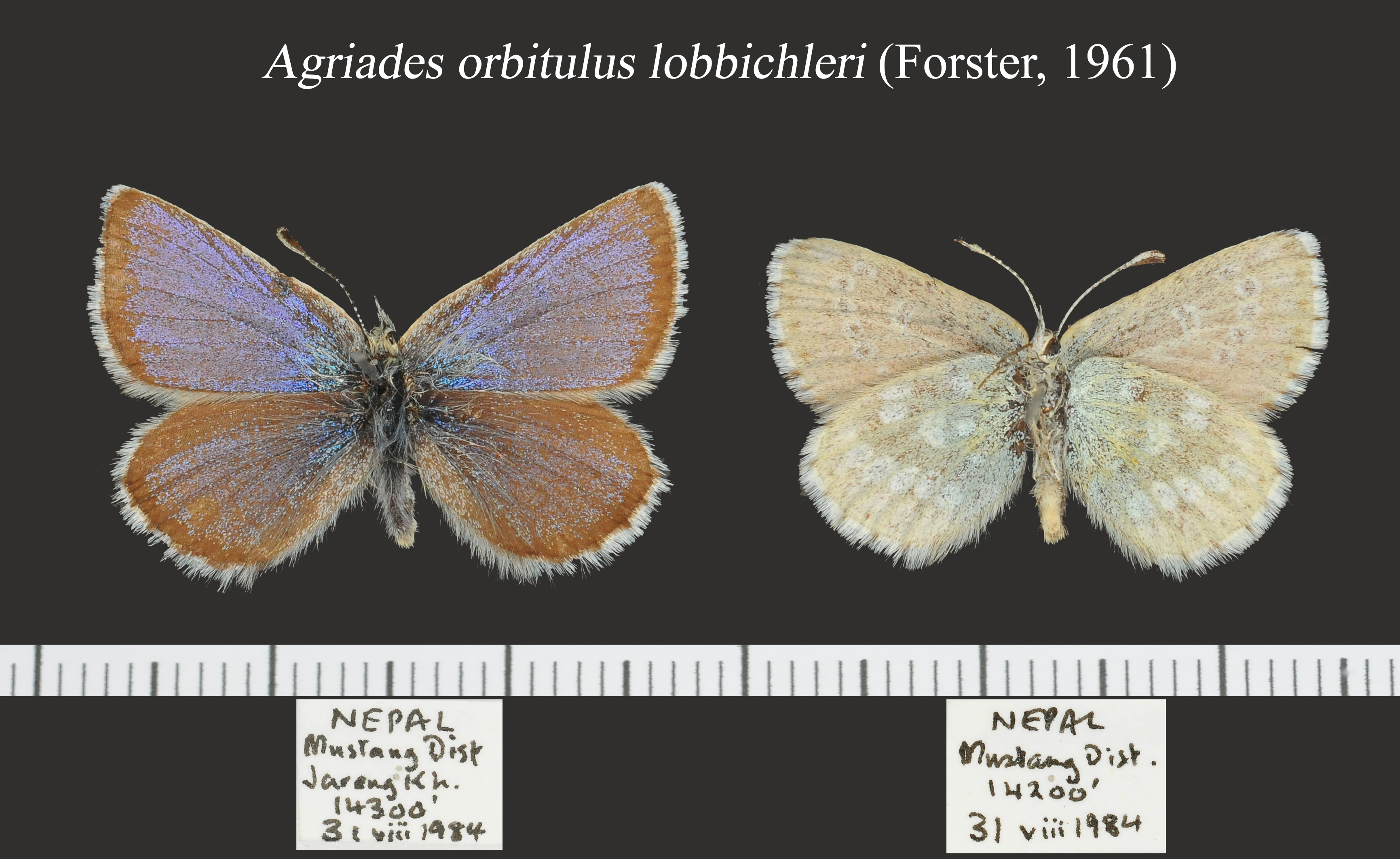
Agriades orbitulus
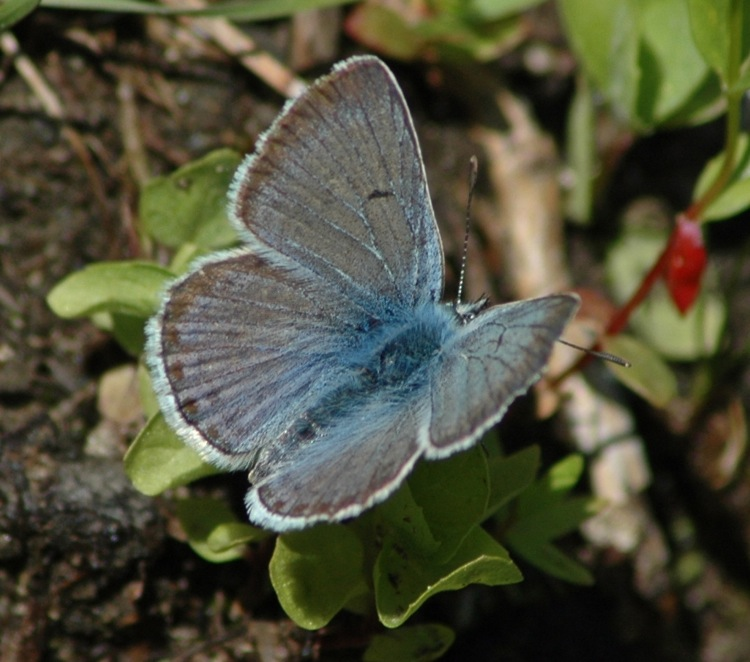
Agriades podarce
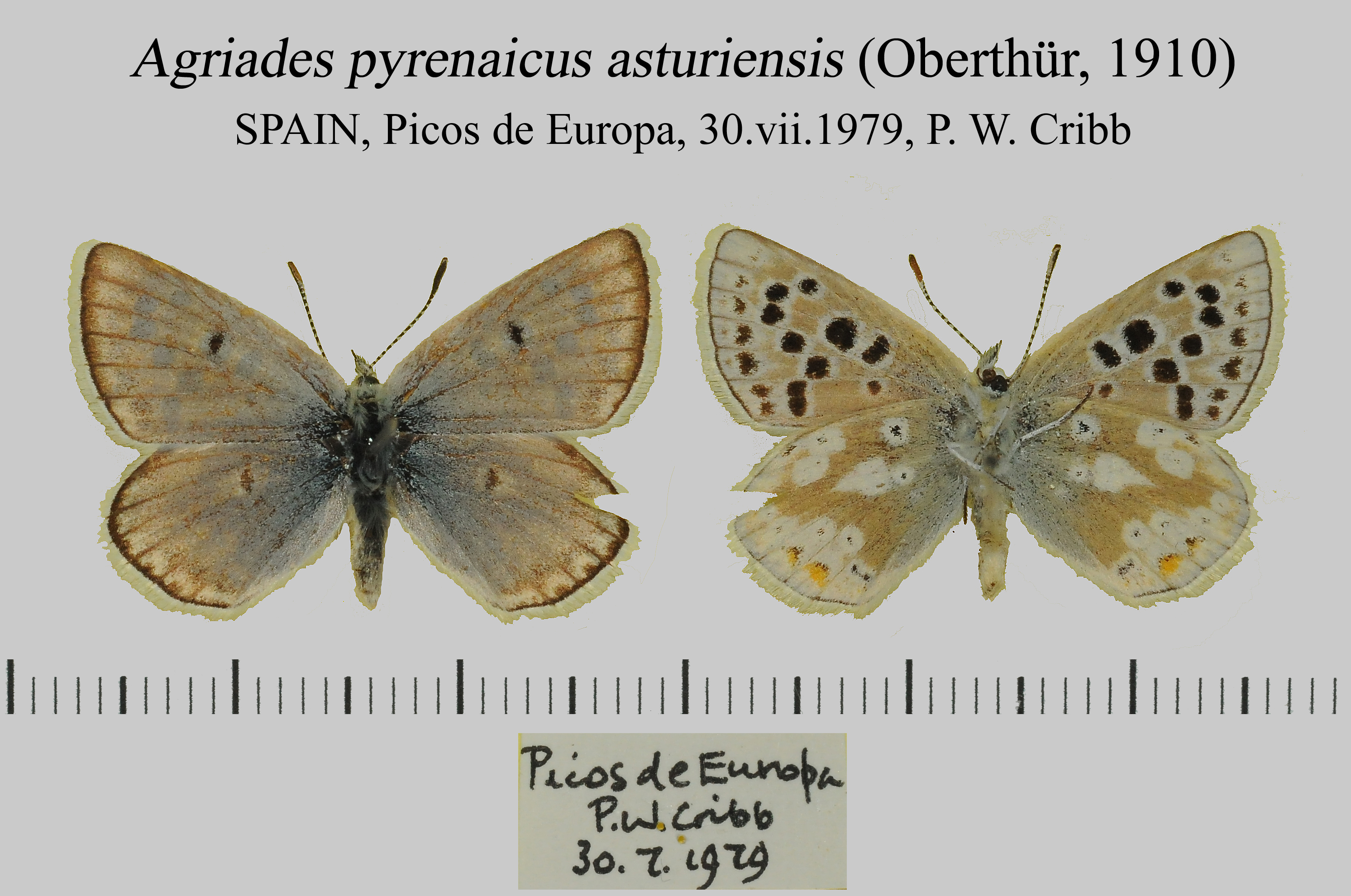
Agriades pyrenaica